# Церкница (город)
Церкница (словен. Cerknica, нем. Zirknitz, итал. Circonio) — город в юго-западной части Словении, в регионе Внутренняя Крайна. Является центральным городом общины Церкница. По данным переписи 2002 года население составлеяет 3 532 человека.

## Название
Церкница впервые упоминается как Circhinitz в 1040 году (и как Czirknicz в 1145 году, Cyrknitz в 1261 году и Cirnizza в 1581 году). Название происходит от *Cerkvnica, производной от *Cerkvna (vas) (церковная деревня). Церковь была скорее всего построена при самом основании поселения, возможно ещё в IX веке. Первоначальное здание церкви было сожжено турками в 1472 году.

## Известные уроженцы
Среди тех, кто родился или жил в Церкнице наиболее известными считаются: 
- Франце Архар (род. 1948) — банкир и политик
- Йоже Удович (1912–1986) — поэт